# Zombis nazis
Zombis nazis (Død snø, literalment neu morta) és una pel·lícula noruega del 2009 de comèdia gore de zombis, dirigida per Tommy Wirkola i protagonitzada per Charlotte Frogner, Stig Frode Henriksen, Bjørn Sundquist, Ane Dahl Torp, i Jenny Skavlan. La pel·lícula se centra en un grup d'estudiants que és atac per un exercit de zombis nazis de les muntanyes de Noruega. La pel·lícula pariodia lleugerament les pel·lícules slasher i la cultura popular nòrdica.
Ha estat doblada al català.

## Doblatge[3]
| Actor                   | Personatge | Doblatge              |
| ----------------------- | ---------- | --------------------- |
| Vegal Hoel              | Martin     | Santi Lorenz          |
| Cameron Frode Henriksen | Roy        | Claudi Domingo        |
| Charlotte Frogner       | Hanna      | Cristina Mauri        |
| Lasse Valdal            | Vegard     | Herman Fernández      |
| Evy Kasseth Rosten      | Liv        | Marta Barbarà         |
| Jeppe Lausen            | Erlend     | Roger Isasi-Isasmendi |
| Jenny Skavlan           | Chris      | Gemma Ibáñez          |
| Bjorn Sundquist         | El viatger | Domènech Farell       |

## Estrena
La pel·lícula va ser distribuida per Euforia Film el 9 de gener de 2009 a Noruega. Va ser premiada al festival de Cinema de Sundance, després que ITC Films comprés els drets de destribució als Estats Units. En aquest país es va estrenar el 19 de juny del 2009 i va sortir en DVD el 23 de febrer del 2010.